# Tracy Chevalier
Tracy Chevalier (ur. 1962 w Waszyngtonie) – amerykańska pisarka, autorka powieści historycznych.
Jej pierwszą książką była wydana w 1997 roku Błękitna sukienka, jednak sławę zyskała dzięki powieści Dziewczyna z perłą. W książce tej Tracy Chevalier opowiedziała fikcyjną historię, osnutą wokół obrazu Jana Vermeera Dziewczyna z perłą. Na podstawie powieści brytyjski reżyser, Peter Webber, nakręcił film pod tym samym tytułem. W rolę dziewczyny z perłą wcieliła się Scarlett Johansson.

## Publikacje
- Błękitna sukienka, wyd. pol. 2005 (The Virgin Blue, 1997).
- Dziewczyna z perłą (Girl with a Pearl Earring, 1999).
- Spadające anioły, wyd. pol. 2003 (Falling Angels, 2001).
- Dama z jednorożcem, wyd. pol. 2004 (The Lady and the Unicorn, 2003).
- Płonął ogień twoich oczu, wyd. pol. 2008 (Burning Bright, 2007).
- Dziewczyna z muszlą, wyd. pol. 2011 (Remarkable Creatures, 2009).
- The Last Runaway, wyd. 2013 (brak wydania polskiego)